# Jef Vliers
Joseph ("Jef") Vliers (Tongeren, 18 december 1932 – Tongeren, 19 januari 1995) was een Belgisch voetballer en trainer.

## Clubcarrière
Vliers begon zijn voetballoopbaan bij Patria Tongeren en speelde in de Derde Klasse een aantal seizoenen waar hij in 1953 topschutter werd met 31 doelpunten voor Gerard Geurts van CS Tongrois, de vader van Willy Geurts.In 1954 ging Jef naar Racing Brussel voor rond de 30.000 Euro. Twee seizoenen later ging hij naar Beerschot VAC voor 150.000 Euro waar hij in 1958 met 25 doelpunten topscorer werd in de Belgische competitie. In 1959 maakte hij de overstap naar Standard Luik waar voornamelijk als verdediger werd ingezet. Hij behaalde met Standard Luik het landskampioenschap in 1961 en 1963. Hij bleef bij Standard tot 1966 en scoorde 23 maal in 186 competitieduels.In totaal speelde hij 304 wedstrijden in Eerste Klasse en scoorde 77 doelpunten.
In 1966 maakte hij de overstap naar de Nederlandse Eredivisie als speler van het noodlijdende Fortuna '54 uit Geleen en speelde er nog één seizoen. Hij scoorde achtmaal voor deze club.

## Interlandcarrière
Vliers speelde tussen 1955 en 1963 zesmaal in het Belgisch voetbalelftal. Hij maakte zijn debuut als Rode Duivel op 3 april 1955 in een met 1-0 verloren vriendschappelijk duel tegen het Nederlands elftal. Hij werd eveneens geselecteerd voor het team dat in 1954 deel nam aan Wereldkampioenschap Voetbal, maar hij werd tijdens het toernooi niet ingezet.

## Trainerscarrière
Na zijn voetbalcarrière werd Vliers trainer bij onder andere Racing White (1967-1969), Beerschot (1969-1970), Beringen FC (1972-1974), Royal Antwerp FC (1976-1977), 1. FC Nürnberg (1979), SK Tongeren (1981-1983), Beringen FC (1983-1984), Standard Luik (1986-1988 als technisch directeur, vanaf april 1988 als vervangend trainer) en KRC Genk (1988-1989). Ook was hij in 1984 korte tijd (zes duels) bondscoach van Luxemburg, als opvolger van Louis Pilot.
Bij Nürnberg mocht hij na drie speeldagen al vertrekken want twee nederlagen en een gelijkspel was niet genoeg voor de degradant, die op dat moment ook laatste stonden in de tweede bundesliga.Hij werd vervangen door Robert Gebhardt, degene die degradeerde met Nürnberg.Tussen eind 1973 toen hij ontslagen werd bij Beringen en zomer 1975 had hij een stopperiode als trainer.

## Trivia
Vliers was de schoonzoon van wielrenner Romain Maes.